# جيني لويس (مغنية)
جيني لويس (بالإنجليزية: Jeannie Lewis)‏ هي مغنية أسترالية، ولدت في 8 يناير 1945.

## وصلات خارجية
- جيني لويس على موقع ميوزك برينز (الإنجليزية)
- جيني لويس على موقع ديسكوغز (الإنجليزية)